# Герб Колибаївки
Герб Колибаївки — офіційний символ села Колибаївки Кам'янець-Подільського району Хмельницької області, затверджений рішенням №10 XXVI сесії сільської ради VII скликання від 15 червня 2018 року. Авторами герба є В.М.Напиткін та К.М.Богатов.

## Опис
В червоному щиті дві срібних гілки черешні з плодами і листками, покладені в косий хрест, супроводжувані вгорі золотою графською короною. Щит вписаний у декоративний картуш і увінчаний золотою сільською короною. Унизу картуша напис "КОЛИБАЇВКА".

## Символіка
Герб відображає давню назву місцевості "графський сад", яка славиться урожаєм черешень.